# Морозовская улица (Киров)
Морозовская улица (3-я Советская линия, улица Розы Люксембург)  — одна из старейших улиц Кирова (Вятки), известная с начала XVII века, ещё до появления регулярного плана города.
Начинается от набережной Грина и пересекая северную часть города оканчивается на перекрестке с улицей Горькова вблизи завода 1 мая. Длинна улицы составляет порядка 2 километров.
Вплоть до 1970-х годов улица практически полностью состояла из деревянной застройки, в связи с чем охарактеризована позднесоветской и современной застройкой практически без памятников архитектуры.
В настоящее время идёт восстановление Феодоровской церкви по проекту Ивана Чарушина от 1913 года.
С 1923 по 2025 годы носила типовое советское название в честь Розы Люксембург. С 1 июля 2025 года возвращено историческое название Морозовская.

## Название
Из-за древности названия точное его происхождение установить невозможно. Вероятно, оно сохранило память о важном для Вятки человеке, либо фамилии. Предполагается, что она шла через двор этого человека, либо каким-то образом была с ним связана.

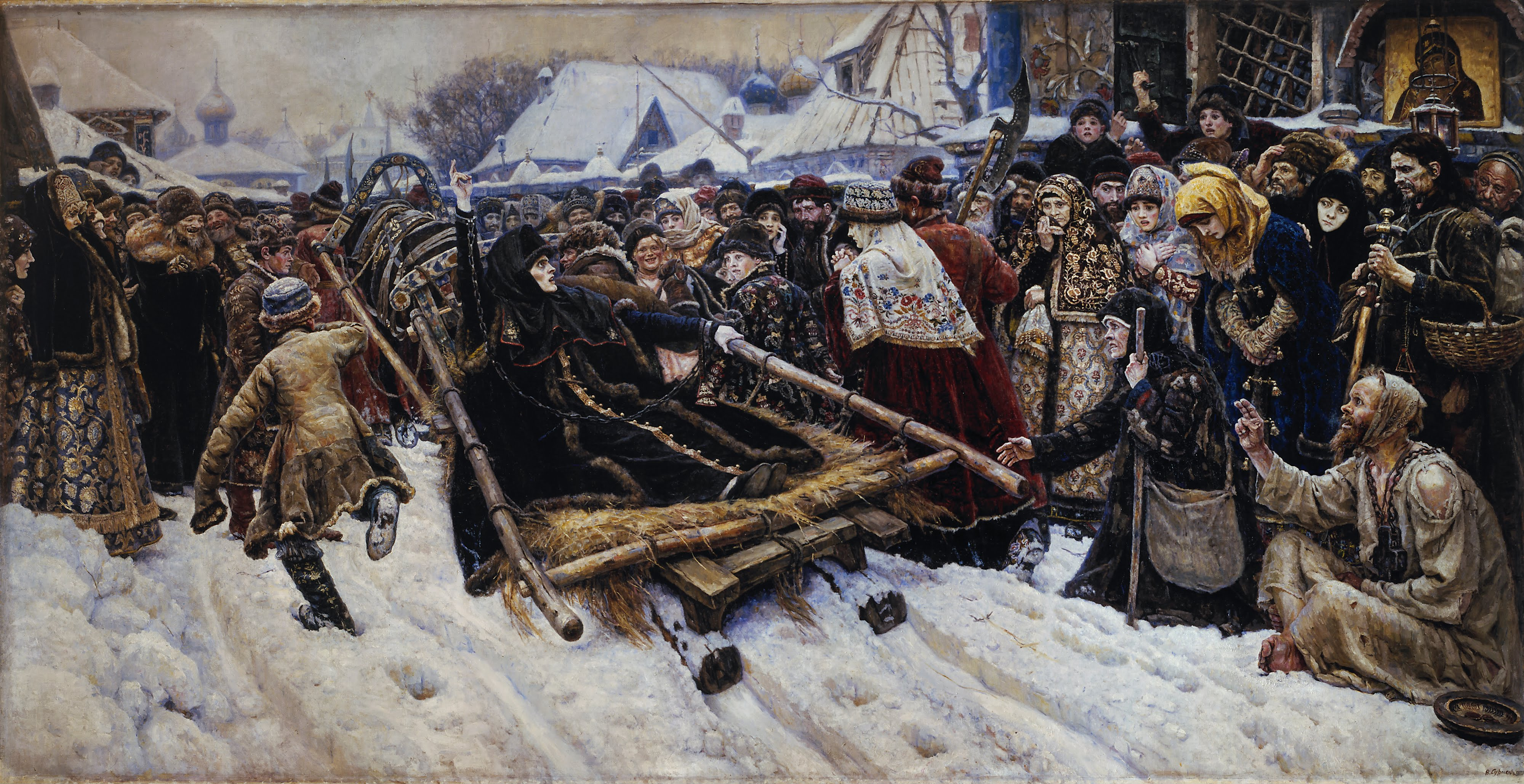
Боярыня Морозова

### Московская теория
Морозовы — московская фамилия, принадлежащая старинному боярскому роду. Вероятно, Морозовы появились в Вятке ещё в 1489 году, после присоединения Вятской вечевой республики к Москве. После него вятское боярство было перевезено в Подмосковье и заменено московскими наместниками. Боярин Г. В. Морозов, участвовавший в вятском походе Данилы Щени, вполне мог утвердить своё влияние в городе за счёт отправки сюда своих родственников. Морозовы могли поселиться в одной из частей города, а ведущая на неё дорога к XVII веку получила народное название Морозовской улицы.
К роду Морозовых относится и боярыня Морозова, известная по одноимённой картине Сурикова. В середине XVII века, когда она стала одной из знаковых фигур раскола в русской церкви, многие раскольники найдут свой новый дом именно на Вятской земле и будут иметь большое влияние на первого вятского епископа Александра, что начал в городе каменное строительство.

### Вятская теория
А. В. Эммаусский полагал, что улица может брать своё название от протопопа Хлыновского собора Павла Морозова, принимавшего в 1613 году участие в Земском соборе. Он был номинальным главой белого духовенства северной Вятской земли, в то время как от чёрного духовенства Вятской земли присягу Романовым давал архимандрит Трифонова монастыря Иона Мамин. Интересным совпадением является и то, что в 1913 году, к 300-летию дома Романовых, на улице Морозовской была построена Феодоровская церковь во имя одноимённой иконы, которой в 1613 году был благословлён царь Михаил Фёдорович.
Против вятской теории названия выступает тот факт, что в 1613 году улица скорее всего уже существовала. А сам Морозов мог восходить к тому самому московскому роду Морозовых.

### Советский период
После захвата Вятки большевиками, улица в течение полугода сохраняла родное название. Однако, 23 сентября 1918 года стала типовой "3-й Советской Линией". Постоянное название было придумано лишь к 1923 году —  11 июня бывшую Морозовскую нарекли в честь немецкой социал-демократки Розы Люксембург. Название было типовым и никак не связанным с историей, либо географией города.

### Возвращение исторического названия
В 2024 году ряд депутатов городской Думы предложил вернуть 6 улицам в историческом центре города их дореволюционные имена. Предложены были Владимирская, Никитская, Успенская, Морозовская, Всесвятская, Острожная и Бутырская. Вопрос был рассмотрен на совете по топонимии, большинство членов проголосовали за. После опроса населения было принято решение поднять вопрос о возвращении Острожной и Бутырской позже. Оставшиеся 5 улиц, в том числе Морозовскую, утвердили к переименованию 19 декабря 2024 года на заседании городской Думы. Решение вступило в силу 1 июля 2025 года.
Возвращению названия могло способствовать и то, что в самом начале Морозовской улицы, на пересечении с набережной Грина, идёт восстановление Феодоровской церкви, утраченной в 1962 году. Таким образом, храм будет построен на прежнем месте, в прежнем виде и на прежней улице.

## История

### До регулярной планировки
Улица Морозова (Морозовская) известна в городе с 1625 года.
Первое упоминание улицы:

«Декабря в 6 день явил купч[у]ю Пётр Игнатьев сын Горяинов, а продал Марье Василиеве дочери Лошкине двор свой в Хлынове на посаде в Морозове улице, а смежно двор с никольским дьяконом продал и с огородчиким да с Ываном Токаревым, а взял есми на том дворе у нея Марьи 6 рублёв с полтиною, а в послусех у купчие писан Яков Григорьев сын Дияконов, а купчая писмо Невзора Алексиева Усольца 134-го декабря в 6 день явки взято алтын»

До градостроительной реформы Екатерины II улица выводила к Московской башне Земляного города и далее на Московскую столбовую дорогу. Похожее направление имела Московская улица, которая шла из южной части города. Морозовская, напротив, собирала на себя торговые и людские потоки северной части Хлынова.

### Поперечная улица Вятки
В 1812 году улице было дано современное, западное направление — от набережной Вятки до Гласисной улицы. До второй половины XX века была тихой и окраинной улицей, состоявшей по большей части из усадеб, деревянных и полукаменных домов.

#### Кровавое происшествие на Морозовской улице
23 февраля 1908 года на улице Морозовской было совершено массовое убийство. Об этом сообщалось в выпуске Вятских губернских ведомостей от 26 февраля 1908 года:
В субботу 23 февраля на Морозовской улице, между Царёвской и Николаевской, в три часа дня произошло кровавое происшествие, взволновавшее весь город. По разсказам очевидцев дело происходило следующим образом. На углу Царёвской и Морозовской улиц вывернулся конный стражник отряда г.Вятки чеченец Туша Узаев, совершенно пьяный и, заметив лежащаго, спешился и подошёл к бывшему тут пьяному и начал избивать его прикладом винтовки. Увидя эту сцену из своего дома вышел, живущий напротив, чиновник контрольной палаты В.К.Двинин с целью, очевидно, защитить от разъярённаго стражника его жертву. Но не успел он сделать и нескольких шагов по направлению к чеченцу, как раздался выстрел из винтовки – и Двинин, раненный пулей в грудь, зашатался и, пройдя несколько шагов к своему дому, упал. Туша Узаев тогда подбежал к Двинину и двумя выстрелами в спину, покончил с ним, нанеся, кроме того, кинжалом рану в живот. На выстрелы выбежала жена Двинина и сын. Выстрелы посыпались и в них, но к счастью пуля пролетела мимо. Вышедший со двора из того же дома, где живёт Двинин, столяр, также был застрелен наповал чеченцем без всякой видимой причины. Расправившись с Двининым и столяром, Туша Узаев поехал по улице и, выпуская из винтовки один выстрел за другим, по дороге ранил ещё одного прохожаго. Вслед за этим к месту происшествия приехали власти. Улица наполнилась громадной толпой народа. Трупы убитых были оцеплены сильным нарядом полиции. Чеченец Туша Узаев заключён в тюрьму и предаётся военно-окружному суду. После убитаго Двинина осталась жена, взрослый сын и малолетняя дочь. На руках же жены убитаго столяра осталось пять малолетних детей. Семья осталась без всяких средств к существованию.
Об этом событии в художественной форме рассказывает один из персонажей вятского писателя Бориса Порфирьева в книге "Борцы".

### Советский период
После революции была названа 3-й Советской линией. В 1923 году переименована в честь деятельницы международного коммунистического движения Розы Люксембург (1871—1919).

### Настоящее время
В 2024 году голосованием Кировской городской думы улице было возвращено историческое название — Морозовская.

## Памятники архитектуры

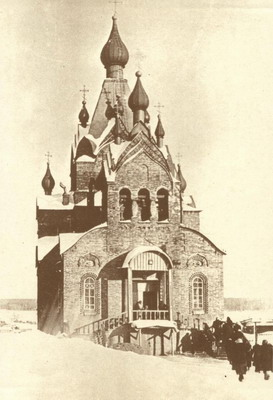
Феодоровская церковь

### Федоровская церковь (Набережная Грина, 5а)
В самом начале Морозовской улицы в 1913-1915 годах была построена каменная Феодоровская церковь по проекту вятского губернского архитектора Ивана Аполлоновича Чарушина. Строительство было приурочено к 300-летию дома Романовых. В тот момент она стала первой каменной церковью на севере Вятки, и одним из немногих полностью каменных сооружений в этой части города. Приход насчитывал 30 человек в возрасте от 40 до 60 лет.
Архитектура церкви испытала влияние новгородской и псковской школ: строгий облик здания, щипцовые фронтоны и звонница вместо колокольни. Как и в проекте Серафимовской церкви, Чарушин не отказался от многоглавия, только декоративные маковки получили форму не луковиц, а языков пламени. Храм имел высоту свыше 40 метров, став важной городской доминантой.
В 1929 году церковь закрыли, приняв решение переоборудовать под клуб текстильщиков, а в 1930 году - под общежитие Стройуча. Проектом перестройки занимался всё тот же архитектор Чарушин, планировавший таким образом спасти здание. В отличие от Александро-Невского собора, Феодоровскую ему удастся сохранить —  на нижнем этаже было спроектировано 6 жилых помещений, 2 кладовые и умывальная комната. На верхнем — 5 жилых помещений, «красный уголок», две кладовые, кубовая, умывальная и сторожевая комнаты.

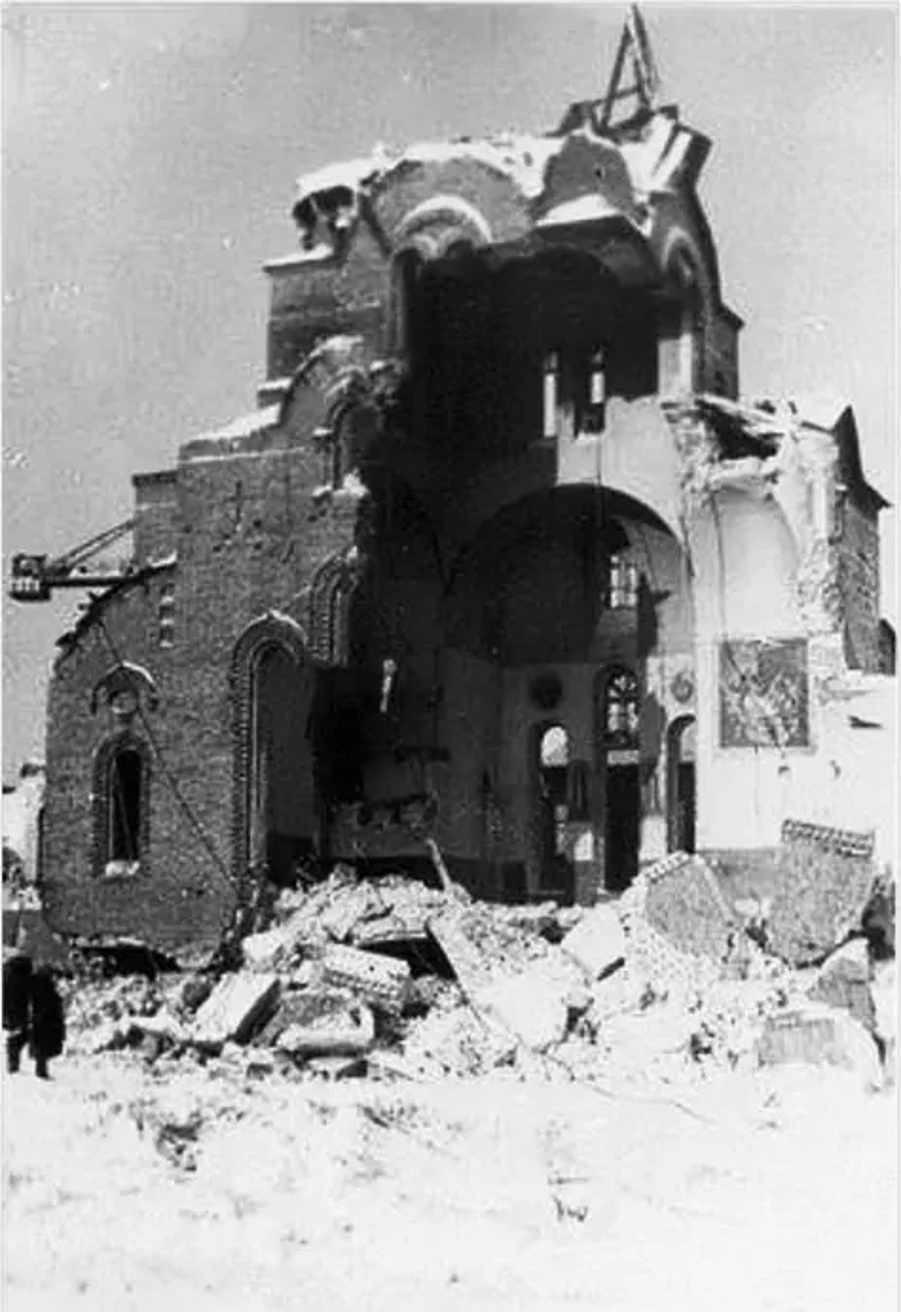
Снос Феодоровской церкви

В годы Великой Отечественной войны здание стало военным объектом. В нём расположился сборный пункт, из которого вятчан отправляли на фронт. Об этом рассказывала бывший следователь военной прокуратуры Тамара Сергеевна Наумова в одном из своих интервью:
«В Кирове формировались полки из команд, которые прибывали из Борового, Вишкиля, Слободского и т. д. Зимой из них формировали знаменитые лыжные батальоны. Команды прибывали в церковь, где их обмундировывали, снаряжали, и рота готовилась к отправке. Маршевые роты следовали на Киров-Котласский, строились на плацу и отправлялись на фронт… Мне, как следователю военной прокуратуры, не раз приходилось бывать в данной церкви (были случаи членовредительства). Так как она была военным объектом, её обнесли колючей проволокой, поставили часовых. На первом этаже церкви было высокое жилое помещение, по периметру которого в 4 яруса располагались нары. Был глубокий подвал, где размещались военные склады (обмундирование, снаряжение, продовольствие). Церковь – это распределительная рота 34-й стрелковой дивизии, через которую прошли 252353 человека. Сплошным потоком шло на фронт новое пополнение, которое как кровь вливалось в ослабленные части действующей армии».
После войны здание оказалось свободно. После неоднократных ходатайств верующих, в 1946 году здание церкви возвращено Русской православной церкви, в нём возобновились богослужения. На тот момент, помимо Феодоровской, в городе был всего один действующий храм — Серафимовский собор, родной "брат" Феодоровской, построенный по проекту всё того же Ивана Чарушина. Но, в отличие от Серафимовской, пережить советский период церкви не удалось. В период хрущёвской антирелигиозной кампании на Вятской земле в 1958-1961 гг. было закрыты 20 церквей. Ожидая приезд Хрущёва в город, местные власти в октябре 1962 года решили спешно закрыть и взорвать Феодоровскую церковь.
В 1963 году начались работы по сносу. Несколько взрывов не смогли разрушить здание. Храм пришлось разваливать при помощи танков, что тянули за тросы привязанные к ним выступы. В конце концов здание было снесено, а его место осталось пустым.
В 1974 году власти попытались возвести на этом месте памятник "600-летию г. Кирова", но ограничилось лишь закладкой капсулы времени. В 2002 году администрация разрешила Вятской епархии начать работы по восстановлению храма. На стадии проектирования было заявлено, что набережная не выдержит тяжёлое каменное здание, стоявшее здесь всего 40 лет назад. 25 августа 2007 года был освящён новый, деревянный храм.
В ночь с 24 на 25 января 2023 года в здании деревянной Феодоровской церкви случился пожар. Сообщение о возгорании поступило в 01:38, ликвидация пожара длилась до 6 утра. Сооружение сильно пострадало и не подлежало восстановлению. Началась разборка храма и обсуждение проекта восстановления.
С 27 мая 2025 года Феодоровскую церковь строят в первоначальном каменном виде по проекту Чарушина.

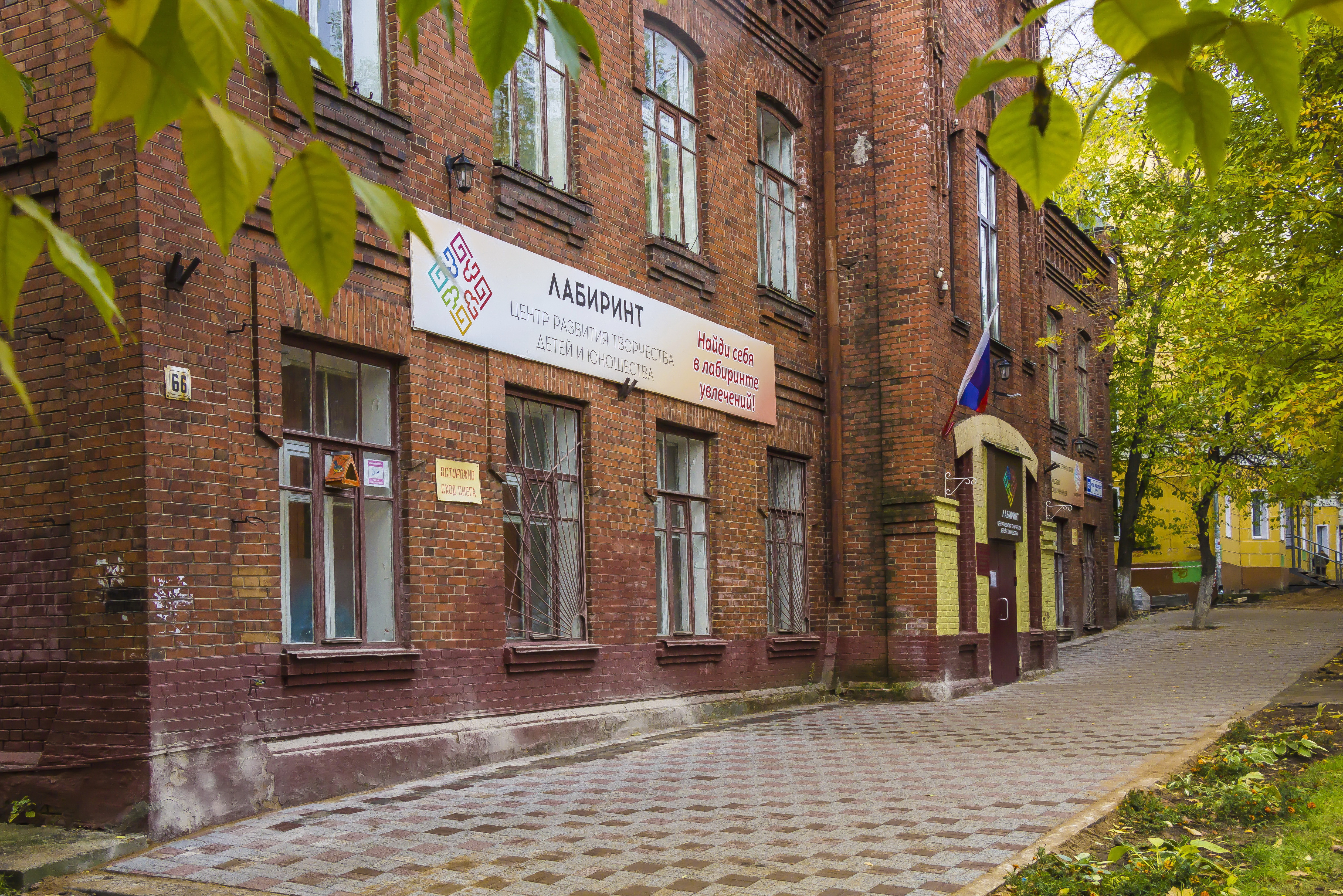
Здание 1-го и 5-го начальных училищ

### Здание 1-го и 5-го начальных училищ (№ 66)
Участок под строительство был пожертвован в 1900 году мещанином Спиридоном Дмитриевичем Мамаевым. 8 сентября 1913 года состоялось открытие 1-го и 5-го начальных училищ в новом двухэтажном каменном здании. Архитектор здания не установлен. Вероятно, это архитектор И. В. Колакевич, что проектировал здание 8-го и 14-го начальных училищ на улице Преображенской в 1914 году.
Архитектура фасада выдержана в стиле модерн с использованием характерных строенных и скруглённых линий, масштаба и прорисовки деталей. В советский период в здании продолжала действовать школа. В годы Великой Отечественной войны в нём размещался эвакогоспиталь. В последние годы памятник занимает Дом детского творчества (бывший Дом пионеров).

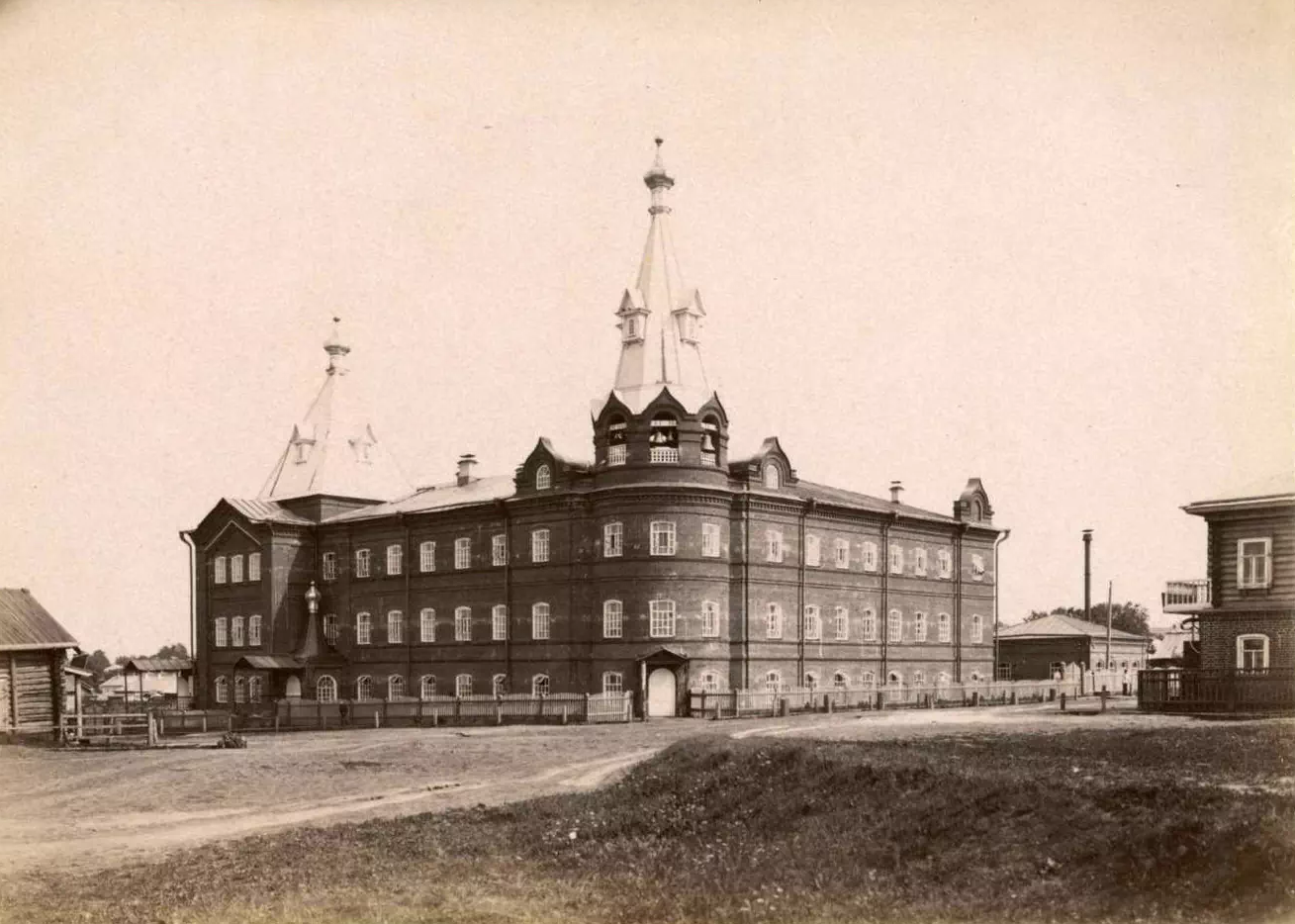
Вятка. Дом благотворительных учреждений имени П. П. Клобукова

### Здание вятского попечительства о бедных (№ 68)
Дом для благотворительных учреждений был заложен 8 июля 1897 года на углу улиц Морозовской и Владимирской. Проект трёх этажного здания на 50 комнат и с домовой церковью составлен, предположительно, Иваном Аполлоновичем Чарушиным. Возведён на средства купцов П. П. Клобукова и Н. Е. Ездакова. Ездаков впоследствии отойдёт от дел, Клобуков продолжит строительство один.
К 1899 году постройка была по большей части завершена, часть его заняла мужская начальная школа. 17 мая 1899 года Клобуков на заседании городской Думы объявил, что жертвует новый дом попечительству бедных. В 1900 году в здании запустили местную электростанцию, 5 февраля 1901 освятили церковь, в том же году приобреталась мебель и прочая утварь.

Официальное открытие богадельни состоялось в 1901 году, в то время она «призревала до 100 лиц обоего пола и до 40 малолетних детей». Вятское попечительство существовало на средства городской думы, земства, «кружечного сбора», но основной составляющей статьи дохода являлись крупные частные пожертвования. Средства попечительства направлялись на содержание богаделен, пособия бедным семействам, обеды в народных училищах, рождественские подарки и прочее.

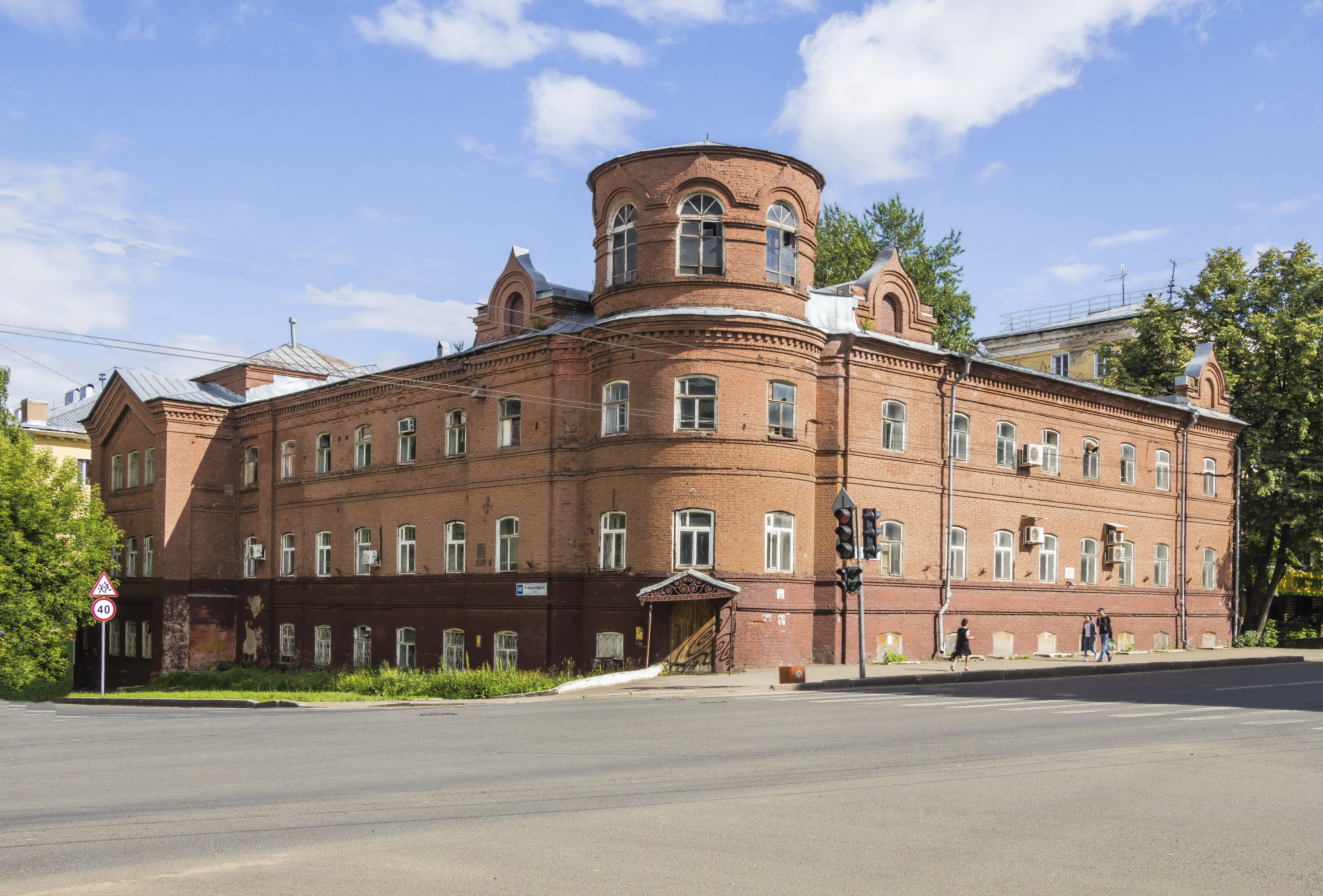
Современное состояние

Г-образное в плане трёхэтажное кирпичное здание попечительства первоначально имело поэтажные системы из центральных коридоров с рядами небольших (на 1 -2 окна) комнат по обе стороны. Крестообразная в плане церковь с полукруглой апсидой размещалась в уровне второго этажа в восточном крыле дома. Храм был двухсветным, с деревянным сводом, завершался крупным шатром с одноглавием. Свод, как и шатёр, разберут в 1930-е годы. Церковь имела со стороны улицы отдельный вход — два ныне утраченных кубических рундука под небольшими шатриками с главками. Колокольня отнесена на внешний угол здания — на перекрёсток. Её высокий стройный восьмигранный шатёр (снесён в 1961 году) на круглом основании был главным акцентом в композиционном решении постройки. Фасады здания декорированы скупо, в древнерусском стиле.
После Октябрьского переворота в доме продолжали жить люди, однако основная часть помещений была передана под общежитие спичечной фабрики «Красная звезда» и клуб. В 1941 году во второй этаж переехала протезно-ортопедическая мастерская, производство которой в годы Великой Отечественной войны всё более расширялось в связи с эвакуацией в область многочисленных госпиталей. Постепенно все площади здания перешли в ведение размещающегося здесь и доныне протезно-ортопедического предприятия.
Первоначальная планировка постройки сохранялась вплоть до второй половины 1950-х годов, когда в ходе реконструкции предприятия были разобраны многочисленные деревянные перегородки и устроено дополнительное перекрытие в помещении бывшего храма. Но структура капитальных кирпичных стен осталась прежней, существуют и литые ажурные конструкции лестниц, включая винтовую лестницу колокольни. Ярус звона колокольни был перестроен в производственное помещение, но его арки легко угадываются как со стороны фасада, так и в интерьере.

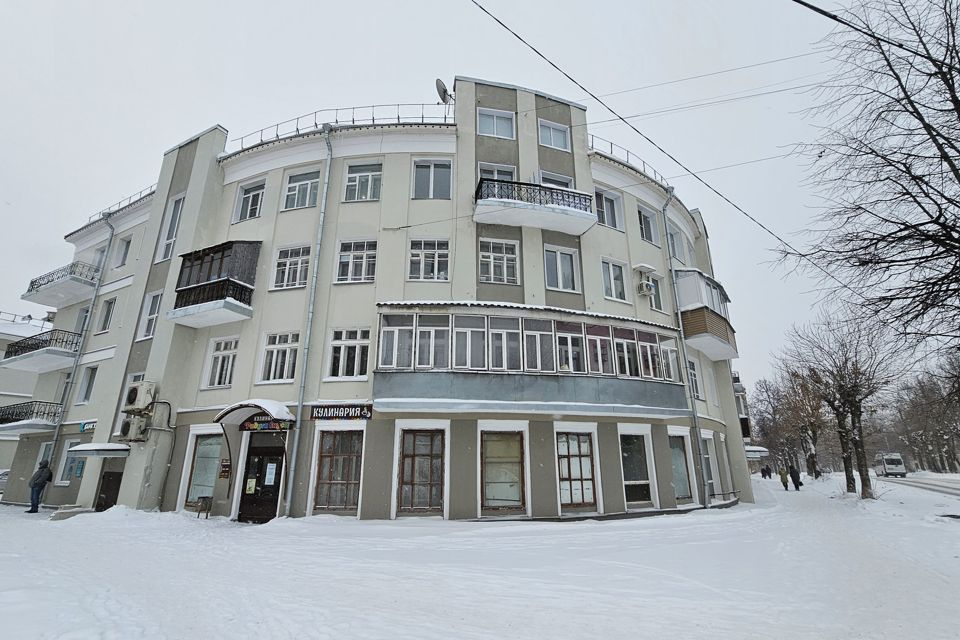
Начальственный дом, Вятка

### Начальственный дом (№ 88)
Строительство дома шло в 1932-1935 годах под руководством архитектора Ивана Чарушина. В доме расположилось 24 квартиры для работников завода «1 Мая», появившимся на основе вятских железнодорожных мастерских, располагавшихся поблизости. Квартиры получили руководящие и инженерно-технические работники завода, потому дом назывался «Директорским», «Начальственным» или «Итээровским».
Чарушин, подобно ещё дореволюционному дому Клобукова, а также Центральной гостинице и Дому чекистов, спроектировал здание в полукруглой форме. Архитектура смешала в себе модерн и элементы конструктивизма в виде больших окон и выделенных лестничных пролётов на фасаде. В настоящее время дом является жилым.

## Утраченные памятники архитектуры

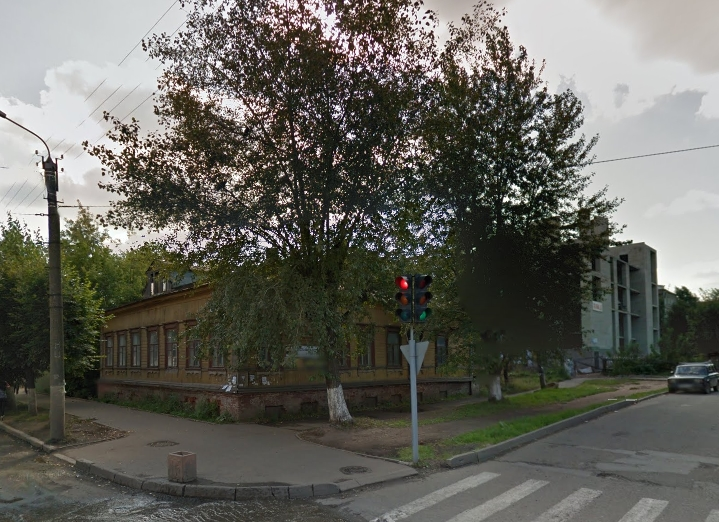
Дом Размахнина (снесён)

### Дом Размахина (№ 20)
Полукаменный двухэтажный дом с четырёхскатной крышей стоял на углу Морозовской и Вознесенской был построен не позднее 1865 года для чиновника Размахина. Вскоре перешёл купчихе Пушкарёвой, а в 1871 году хозяином дома стал действительный советник Николай Васильевич Ионин — врач, общественный деятель, знакомый М. Е. Салтыкова-Щедрина, бывшего некоторое время в ссылке в Вятке. В домовой библиотеке располагался архив Иониных, включавший письма Салтыкова-Щедрина. Он был уничтожен из-за пожара 1895 года, после которого дом был перестроен.
Ионин умер в 1881 году, дом унаследовала его дочь Лидия Николаевна Спасская — историк и общественный деятель, автор работы «Прошлое Вятки с её заселения русскими до воцарения Михаила Фёдоровича Романова» (1913).
В 1909 году дом был продан мещанину Бояринцеву, от которого перешёл крестьянину Кривошеину в 1913 году. После революции национализирован. Снесён в 2013 году. Ныне на участке дома стоит полузаброшенный и недостроенный жилой комплекс "Вознесенский".

## Памятники арт-объекты

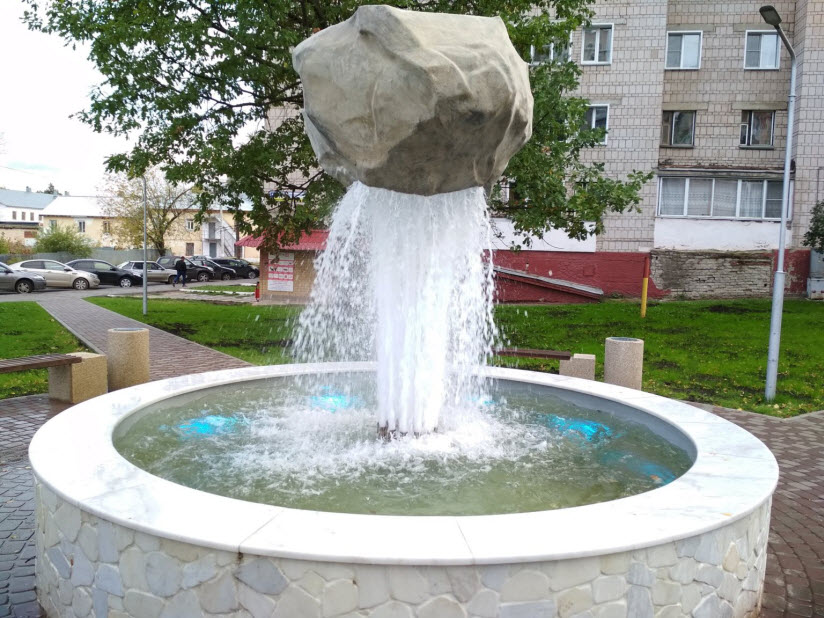
Фонтан на Морозовской улице

### Памятник жертвам политических репрессий
Памятник открыт 22 июня 2008 года. Утверждается, что основанием для него стал кусок красного гранита, некогда служившего постаментом для памятника Александру III. Он стоял перед северным фасадом взорванного в 1937 году Александро-Невского собора. Плита в конце концов попала в мастерскую вятского скульптора Владимира Бондарёва, где пролежала 25 лет прежде чем была переделана для нового памятника.

### Технопамятник "Пожарная автоцистерна АЦ-40(130)-63Б"
Открытие нового памятника в честь 25-летия МЧС России состоялось в 15 декабря 2015 года. Установка также совпала с 187-летием вятской пожарной охраны, юбилей которой отмечается 17 декабря.
Памятник представляет собой ярко-красный пожарный автомобиль ЗИЛ-130, поставленный на постамент на территории 1-й пожарной части по адресу Морозовская улица, 95. 

### Скульптура «Влюблённые бегемотики»
В апреле 2016 года на перекрёстке Морозовской и Ленина появился арт-объект, что прозвали "Влюблённые бегемотики". Рядом с ним сделали газон и цветник.

### Фонтан «Парящий камень»
7 сентября 2018 года в Морозовском сквере, что был организован на перекрёстке с Казанской улицей, открыли фонтан "Парящий камень". Сквер был благоустроен по проекту поддержки местных инициатив: в нём выложили дорожки из брусчатки, установили освещение, урны, скамейки и газон. Фонтан стал популярен в сети благодаря фотографии со слабым напором воды, что нарушила "магию" парения. 

### Мурал «Александро-Невский собор»
В августе 2022 года на северной стене дома по адресу Свободы, 36 появился мурал с изображением Александро-Невского собора. Его видно как с Морозовской улицы, так и с соседней Советской. Арт-объект изображает ныне утраченный Александровский собор, заложенный 30 августа 1839 года, в память о посещении Вятки императором Александром I. Собор располагался на перекрёстке Казанской и Семёновской улиц, был взорван в 1937 году.